# Morante de la Puebla
Morante de la Puebla, nome artístico de José Antonio Morante Camacho (La Puebla del Río, 2 de outubro de 1979) é um matador de toiros espanhol. 
A primeira atuação em público ocorreu em Villamanrique de la Condesa, a 3 de setembro de 1988. A 16 de abril de 1994 tornou-se novilheiro praticante, ao debutar com picadores em Guillena (Sevilha), com novilhos de Carlos Núñez. Debutou, nessa qualidade, em Las Ventas, Madrid, a 23 de abril de 1995, e na Real Maestranza de Sevilha, a 10 de abril de 1966. No ano de 1996 conquistou o prestigiado troféu destinado a novilheiros Zapato de Oro, em Arnedo. Passou à categoria de matador de touros na arena de Burgos, França, com César Rincón de padrinho e Fernando Cepeda como testemunha, a 29 de junho de 1997. O touro da sua alternativa, Guerrero, era da ganadaria de Juan Pedro Domecq, e Morante conseguiu uma orelha. 
Acarinhado pelo público de Sevilha — de alguma forma considerado herdeiro da arte de Curro Romero — teve na Real Maestranza algumas das suas melhores atuações; entre elas a que realizou em 19 de abril de 1999, tarde em que logrou abrir, pela primeira vez na sua carreira, a Porta do Príncipe, acabando por se declarar triunfador da Feira de Abril desse ano.